# Nordvästfronten
Nordvästfronten var en front i Röda armén under andra världskriget. Den sattes upp en första gång inför Finska vinterkriget och återskapades efter den tyska invasionen den 22 juni 1941. Fronten bytte namn till 2:a baltiska fronten den 19 november 1943.

## Angreppet på Finland
Fronten angrepp på Karelska näset.

## Den tyska invasionen
Det baltiska militärdistriktet under befäl av Fjodor Kuznetsov som skulle komma att anfallas av armégrupp Nord ansvarade för de nyligen annekterade baltiska staterna. Detta militärdistrikt var det svagaste av de tre som ansvarade för fronten. Man förfogade över 34 divisioner fördelade på 8:e armén vid baltiska kusten, 11:e armén i Litauen och 27:e armén i reserv vid Dvina. Militärdistriktet ombildades till Nordvästfronten den 22 juni 1941.

### Organisation
Fronten organisation den 22 juni 1941:
- 8:e armén
  - 10:e skyttekåren
  - 11:e skyttekåren
  - 12:e mekaniserade kåren
- 11:e armén
  - 16:e skyttekåren
  - 29:e skyttekåren
  - 3:e mekaniserade kåren
- 27:e armén
  - 22:e skyttekåren
  - 24:e skyttekåren